# Paraterschellingia brevicaudata
Paraterschellingia brevicaudata is een rondwormensoort uit de familie van de Aegialoalaimidae. De wetenschappelijke naam van de soort is voor het eerst geldig gepubliceerd in 1924 door Kreis.